# Maciej Sulkiewicz
Pour les articles homonymes, voir Sulkiewicz.
Maciej Sulkiewicz (orthographe polonaise) connu aussi sous les noms de Matsieï Alexandrovitch Soulkevitch (biélorusse : Мацей Аляксандравіч Сулькевіч), Süleyman ou Mammad bey Soulkevitch (azéri : Məmməd bəy Sulkeviç), né le 20 juin 1865 à Kemeyshi, Lida, dans le gouvernement de Vilna (Vilnius), raïon de Voranava, région de Grodno, en Biélorussie actuelle, mort le 15 juillet 1920 à Bakou, en Azerbaïdjan, est un militaire de l'Empire russe, lieutenant-général de l'Armée impériale russe, devenu, après la révolution russe, chef du gouvernement de Crimée en 1918 sous occupation allemande, puis chef de l'état major de la République démocratique d'Azerbaïdjan de 1918 à 1920. Bey est un titre honorifique azerbaïdjanais.

## Vie et Activité

### Carrière dans l'armée russe

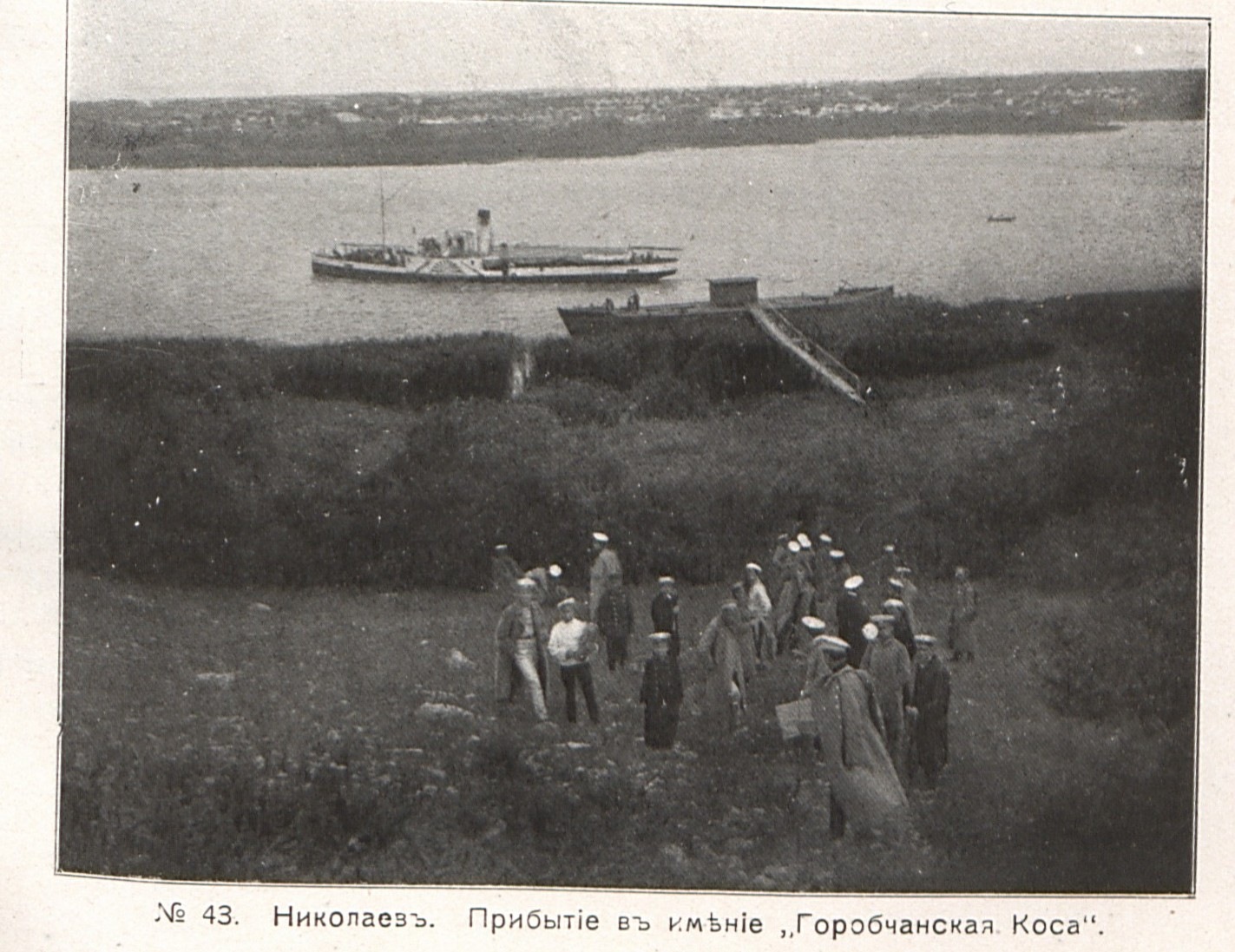
Militaires russes près d'Odessa, 1912.

Maciej Sulkiewicz, d'une famille d'origine tatare baltique, population implantée de longue date dans l'ancien grand-duché de Lituanie, étudie à l'école militaire Nicolas à Voronej puis à l'école d'artillerie Mikhaïl (ru) à Saint-Pétersbourg. Le 3 octobre 1888, alors qu'il est lieutenant, il entre à l'École militaire d'état-major Nicolas dans la même ville. Il exerce ensuite diverses fonctions militaires dans le district militaire d'Odessa en tant qu'officier. En 1899, il est promu lieutenant-colonel et décoré de l'ordre de Saint-Stanislas et devient commandant adjoint du district militaire d'Odessa. En 1900, il prend part à l'expédition contre les Boxers. Pendant la guerre russo-japonaise de 1904-1905, ses services lui valent l'ordre de Sainte-Anne du 2e degré et l'ordre de Saint-Vladimir du 4e degré. En 1910, il est promu général de brigade et quartier-maître général du district militaire d'Irkoutsk. En 1912, il reçoit le commandement du 7e corps d'armée. Pendant la Première Guerre mondiale, le 26 avril 1915, il est promu lieutenant-général. Il est à la tête du premier corps musulman de l'armée impériale russe.

### Chef du gouvernement de Crimée

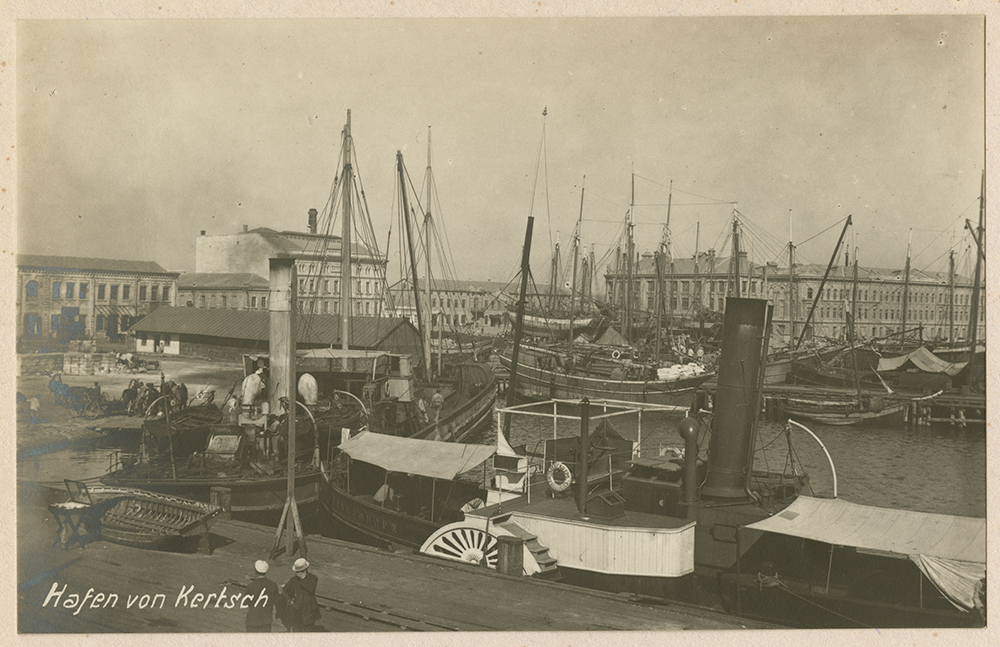
Port de Kertch pendant l'occupation allemande, 1918.

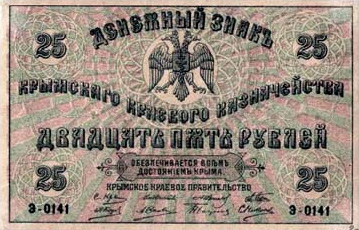
Billet de 25 roubles du gouvernement régional de Crimée, 1918.

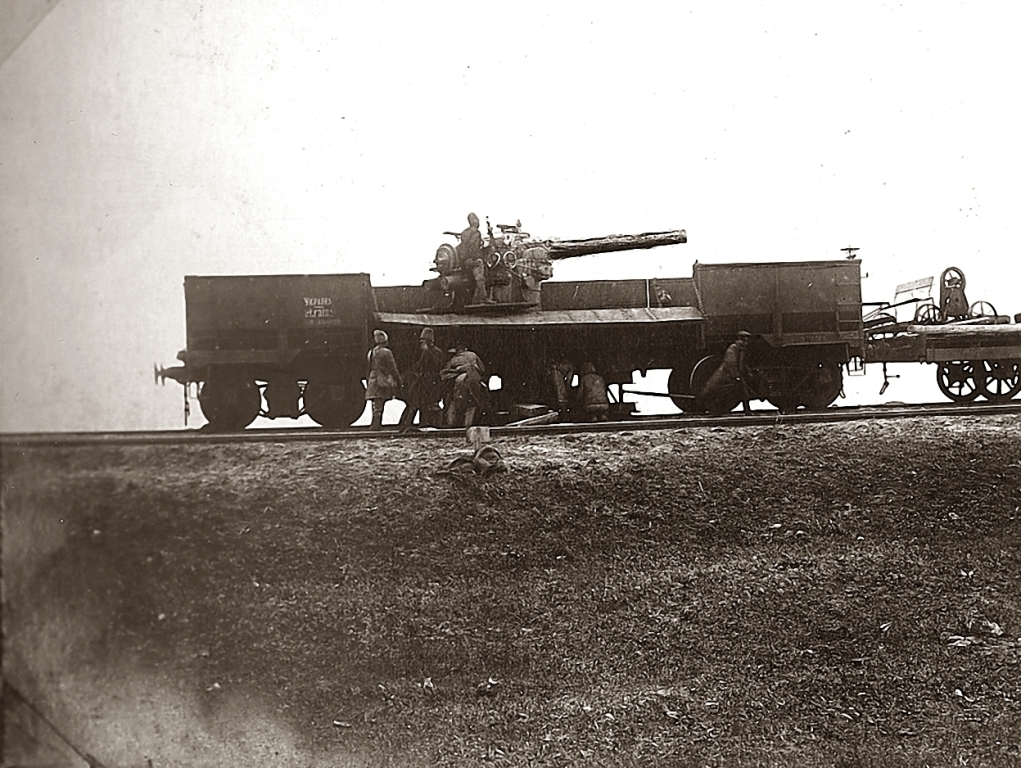
Train blindé des Armées blanches en Crimée, 1919-1920.

Après la révolution d'Octobre, Matsieï Soulkevitch quitte l'armée russe. Il se rend en Crimée à la fin de janvier 1918 et prend la tête du mouvement nationaliste des Tatars de Crimée. Cependant, la Crimée est occupée par l'armée allemande à la suite de l'opération Faustschlag et pratiquement abandonnée par le régime révolutionnaire des bolcheviks après le traité de Brest-Litovsk (3 mars 1918). Le 25 juin 1918, Soulkevitch est élu président du gouvernement régional de Crimée sous tutelle allemande, ministre de l'Intérieur et de la Défense. Le général Robert Kosch, chef du 52e corps d'armée allemand, qui dirige les forces d'occupation en Crimée, prend contact avec son gouvernement. Cependant, les Allemands ne veulent pas d'une Crimée indépendante et s’efforcent de l'unir à l'Hetmanat d'Ukraine, dirigé par le gouvernement pro-allemand de l'hetman Pavlo Skoropadsky. Le 9 septembre, Kosch fait brutalement savoir à Soulkevitch qu'il n'est plus question de reconnaître la souveraineté de la Crimée.
Après l'armistice du 11 novembre 1918 entre l'Allemagne et les Alliés, les forces allemandes doivent se retirer des territoires qu'elles occupaient. Le 16 novembre, le général Kosch fait savoir à Soulkevitch qu'il n'est plus en mesure de soutenir le gouvernement régional de Crimée. Soulkevitch cède le pouvoir au second gouvernement régional dirigé par Solomon Krym (en) qui tente de se mettre sous la protection des Forces Armées du Sud de la Russie, branche des Armées blanches commandée par le général Anton Dénikine, mais celui-ci n'est guère en mesure de lui assurer une aide efficace et les bolcheviks qui recommencent à développer leur organisation en Crimée,.

### Chef d'état-major en Azerbaïdjan

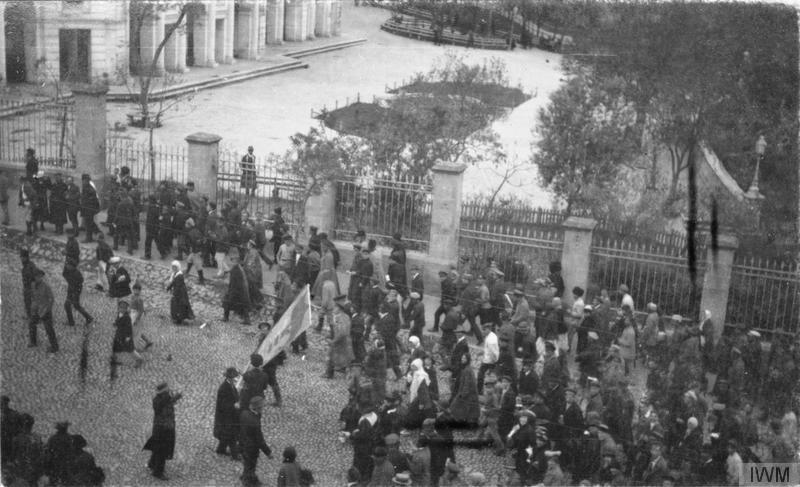
Manifestation à Bakou en juillet 1919.

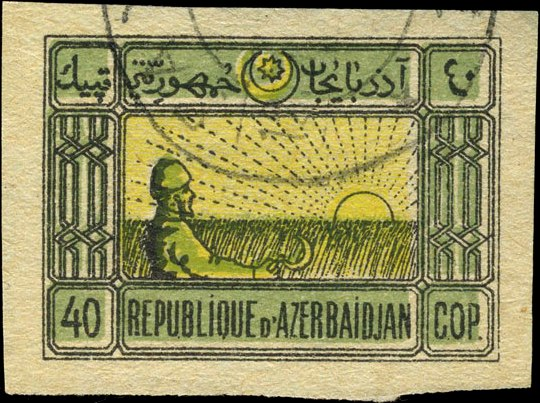
Timbre-poste de la République démocratique d'Azerbaïdjan, 1920.

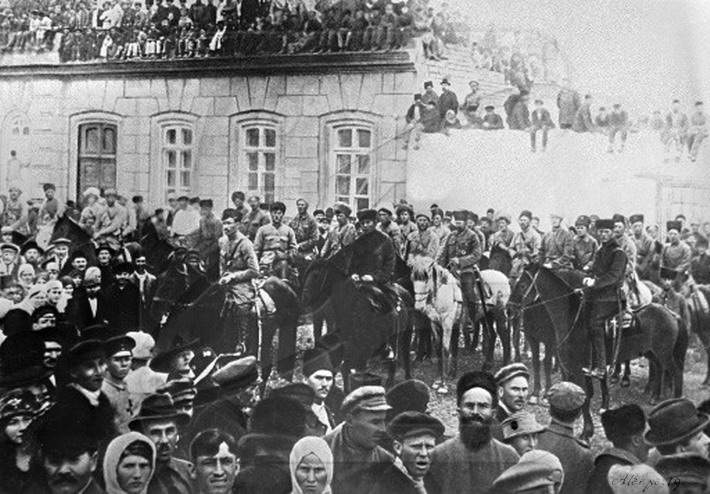
Entrée de l'Armée rouge à Bakou, 1920.

En mars 1919, Soulkevitch se met au service de la République démocratique d'Azerbaïdjan qui a proclamé son indépendance en se détachant de la vice-royauté russe du Caucase en avril 1918 puis de la république démocratique fédérative de Transcaucasie (avec l'Arménie russe et la Géorgie) en mai 1918. Le 19 mars 1919, Soulkevitch est nommé chef d'état-major de l’armée azerbaïdjanaise et s'efforce de renforcer son organisation. Il crée des écoles de sous-officiers, des programmes et des calendriers de préparation au combat ainsi qu'un service de renseignement militaire. Un stage de 50 à 80 personnes est mis en place pour étudier l'artillerie britannique avec le corps expéditionnaire anglais de Bakou. En mai 1919, Soulkevitch crée des polygones de tir à Gandja, Khankendi, Sheki, Zaqatala, Gusar et Bakou. Des directives méthodologiques et des instructions militaires sont préparées pour le tir d'exercice. Les officiers et cadets des écoles militaires sont dotés d'uniformes. Soulkevitch travaille à un plan de mobilisation et au renforcement du système de défense de Bakou contre le danger qui pourrait venir de la mer et de la terre, l’établissement du système de la protection de la presqu'île d'Abcheron et des frontières du nord contre le risque d'intrusion des Armées blanches de Dénikine. Il crée une flotte par la militarisation de navires marchands dans le port de Bakou et prépare la protection du chemin de fer caucasien. En janvier 1920, il prend des dispositions pour défendre le Karabakh contre les revendications de la république démocratique d'Arménie et développe une coopération militaire, dans le domaine aérien, avec la république démocratique de Géorgie. Le 17 février 1920, le conseil des ministres d'Azerbaïdjan démet Soulkevitch de ses fonctions de l'armée. Il est nommé président de la commission des armements et fournitures militaires. Après l'invasion soviétique de l'Azerbaïdjan en avril-mai 1920, Soulkevitch est arrêté par les bolcheviks et condamné à mort et, le 15 juillet 1920, il est abattu à la prison de Bayil.
Mémméd Émin Résulzadé écrit dans son livre sur les derniers moments de la vie de Soulkevitch :
« Mehmet Ali Bey, qui était avec lui a déclaré: “Le général  a été ordonné de suivre les agents, et nous avons réalisé que le moment de la mort s’est déjà approché pour lui... Nous n'avons pas osé regarder ses yeux et ne trouvions pas les mots justes." Soulkevitch lui-même nous a devancé d'une voix confiante: je n'oublierai jamais les mots: «Je suis heureux de mourir en tant que soldat de l'armée musulmane. Au revoir!" »